# Decade of Aggression
Decade of Aggression ist das zweite Livealbum der kalifornischen Thrash-Metal-Band Slayer. Es ist die letzte Veröffentlichung mit Dave Lombardo an den Drums bis zu der im Jahr 2004 erschienene Live-DVD Still Reigning.

## Hintergrund
Das Doppelalbum wurde während der „Clash of the Titans“-Tour in Lakeland, der Wembley Arena in London, und in San Bernardino eingespielt. Alle Stücke der ersten CD wurden am 13. Juli 1991 im Lakeland Colloseum aufgenommen. Für die Stücke der zweiten CD wurden Aufnahmen von den beiden anderen Konzerten zusammengestellt. Lied 1, 2 und 7 stammen aus dem Konzert in der Wembley Arena am 14. Oktober 1990, die Lieder 3–6 und 8–10 stammen vom Konzert im Orange Pavilion, San Bernardino, vom 8. März 1991. Durch das Bearbeiten der Liedaufnahmen ist der Wechsel des Aufnahmeortes nicht deutlich zu erkennen.
Im Vergleich zu den Best-of-Compilations anderer Künstlern dieser Zeit ist es ein reines Livealbum. Die Band verwendete ausschließlich Originalaufnahmen und keine Overdubs. Ungewöhnlich an der Abmischung ist, dass jeweils ein Gitarrist ganz auf den linken und einer auf den rechten Stereokanal gelegt wurde. Das jeweilige Gitarrenspiel ist so deutlich zuzuordnen. Das Album stieg am 9. November 1991 in die Billboard 200 ein, war insgesamt zehn Wochen in den Charts und erreichte dort Platz 55.

## Rezension
Billboard schreibt in seiner Besprechung:

“It's a double live album that approaches the league of Ted Nugent's Double Live Gonzo!, the Who's Live at Leeds, and the Allman Brothers' At Fillmore East when it comes to representing a band perfectly.”

„Wenn es darum geht, eine Band perfekt zu repräsentieren, gehört dieses Doppel-Livealbum in die Liga von Double Live Gonzo! von Ted Nugent, Live at Leeds von The Who und At Fillmore East von den Allman Brothers.“

Bloodchamber.de hält das Album für einen Meilenstein der Metalgeschichte. Thomas Kupfer vom Rock Hard schrieb, dass das Album „all die Songs enthält, die den Aufstieg der Kalifornier in die erste Liga der ThrashBands ermöglicht haben“. Ebenso urteilte The Metal Observer und merkt an, dass das Album eine gute Gelegenheit sei, sich auch mit dem älteren Material der Band vertraut zu machen.

## Titelliste

### CD 1
1. Hell Awaits – 6:50
2. The Antichrist – 3:50
3. War Ensemble – 4:58
4. South of Heaven – 4:25
5. Raining Blood – 2:32
6. Altar of Sacrifice – 2:48
7. Jesus Saves – 4:12
8. Dead Skin Mask – 4:58
9. Seasons in the Abyss – 7:01
10. Mandatory Suicide – 4:00
11. Angel of Death – 5:20

### CD 2
1. Hallowed Point (Wembley Arena, London, Großbritannien, 14. Oktober 1990) – 3:36
2. Blood Red (Wembley Arena, London, 14. Oktober 1990) – 2:50
3. Die by the Sword (Orange Pavilion, San Bernardino, Kalifornien, 8. März 1991) – 3:35
4. Black Magic (Orange Pavilion, San Bernardino, 8. März 1991) – 3:28
5. Captor of Sin (Orange Pavilion, San Bernardino, 8. März 1991) – 3:34
6. Born of Fire (Orange Pavilion, San Bernardino, 8. März 1991) – 3:03
7. Postmortem (Wembley Arena, London, 14. Oktober 1990) – 4:04
8. Spirit in Black (Orange Pavilion, San Bernardino, 8. März 1991) – 4:07
9. Expendable Youth (Orange Pavilion, San Bernardino, 8. März 1991) – 4:36
10. Chemical Warfare (Orange Pavilion, San Bernardino, 8. März 1991) – 5:30

## Limited Edition
Es gibt noch eine Limited Edition von Decade of Aggression (Metallschuber), bei der auf der zweiten Disc noch Skeletons of Society und At Dawn they sleep zwischen Born Of Fire und Postmortem enthalten sind. Diese Edition war auf nur 6.000 Stück limitiert. Darüber hinaus sind diese beiden Songs als Bonus-Songs der japanischen Version enthalten.